# Sensation (poème)
Pour les articles homonymes, voir Sensation (homonymie).
Sensation est un poème d'Arthur Rimbaud écrit en 1870.
Le manuscrit autographe, daté de mars 1870, est conservé à la British Library. Il fait partie des poèmes remis à Paul Demeny et donc de ce qui est appelé le Cahier de Douai.
Ce poème est inclus, sans titre, à la fin de la lettre que Rimbaud adresse à Théodore de Banville le 24 mai 1870 ; il y est daté « 20 avril 1870 »,.
Sensation  est publié pour la première fois par Rodolphe Darzens dans La Revue indépendante, janvier-mars 1889, p. 200.
Dans sa lettre à Banville, l'auteur le présente ainsi : « voici que je me suis mis […] à dire mes bonnes croyances, mes espérances, mes sensations […] moi j'appelle cela du printemps. »

## Postérité
- Le poème a été mis en musique par Félix Leclerc et édité sur l'album Félix Leclerc chante en 1957.
- Jacques Douai l'a également mis en musique et édité la même année (disque BAM, récital n°3 Le Fleuve aux amants, 1957 ; réédité en CD Musidisc, Autrefois Aujourd'hui volume 2, 1990).
- Une autre adaptation musicale de Robert Charlebois est parue en 1969 sur son album Québec Love.
- Jean-Louis Aubert a également mis en musique ce poème à la fin de son album Idéal standard en 2005.